# Luzula ×hasleri
Luzula ×hasleri  (лат.) — вид однодольных растений рода Ожика (Luzula) семейства Ситниковые (Juncaceae). Впервые описан австрийским ботаником Йозефом Мурром в 1930 году.
Согласно описанию Й. Мурра, Luzula ×hasleri представляет собой естественный гибрид Luzula alpinopilosa и Luzula sylvatica subsp. sieberi.

## Распространение
Эндемик Лихтенштейна. Типовой экземпляр собран на горе Хойбюль на высоте 1867 м, однако сам материал не сохранился, в связи с чем существование этого гибридного вида ставится современными исследователями под сомнение.

## Ботаническое описание
Гемикриптофит.